# Long Wave
Long Wave är ett musikalbum av Jeff Lynne som släpptes 2012.

## Låtlista
| Nr           | Titel                              | Längd |
| ------------ | ---------------------------------- | ----- |
| 1.           | She                                | 2:41  |
| 2.           | If I Loved You                     | 2:21  |
| 3.           | So Sad                             | 2:33  |
| 4.           | Mercy, Mercy                       | 2:53  |
| 5.           | Running Scared                     | 2:10  |
| 6.           | Bewitched, Bothered And Bewildered | 2:20  |
| 7.           | Smile                              | 2:32  |
| 8.           | At Last                            | 2:34  |
| 9.           | Love Is A Many Splendored Thing    | 2:30  |
| 10.          | Let It Rock                        | 1:52  |
| 11.          | Beyond The Sea                     | 2:53  |
| Total längd: | Total längd:                       | 27:19 |